# Dichotomius colonicus
Dichotomius colonicus är en skalbaggsart som beskrevs av Thomas Say 1835. Dichotomius colonicus ingår i släktet Dichotomius och familjen bladhorningar. Inga underarter finns listade i Catalogue of Life.